# Catalinas
Catalinas è una stazione della linea E della metropolitana di Buenos Aires. Si trova sotto Avenida Leandro N. Alem, nel tratto compreso tra Paraguay e calle Marcelo T. de Alvear, nel barrio di Retiro.

## Storia
La stazione fu inaugurata il 3 giugno 2019, quando fu attivato il segmento Bolívar-Retiro della linea E.

## Interscambi
Nelle vicinanze della stazione effettuano fermata diverse linee di autobus urbani ed interurbani.
- Fermata autobus

## Servizi
La stazione dispone di:
- Accessibilità per portatori di handicap
- Ascensori
- Scale mobili
- Biglietteria a sportello
- Biglietteria automatica